# HD66318
HD66318 — хімічно пекулярна зоря спектрального класу
A0 й має видиму зоряну величину в смузі V приблизно  9,6.

## Пекулярний хімічний склад
Зоряна атмосфера HD66318 має підвищений вміст 
Eu
.